# Parnell (Missouri)
Parnell è una città degli Stati Uniti d'America, nella contea di Nodaway, nello Stato del Missouri.

## Geografia fisica
Secondo lo United States Census Bureau, il villaggio ha una superficie totale di 0,75 km².

## Storia
Parnell è stata fondata nel 1887 con l'arrivo della linea ferroviaria Chicago Great Western Railroad ed è stata formalmente costituita nel 1888. La linea ferroviaria attraversava la città in direzione nord-est da Kansas City a Waterloo in Iowa.